# Hollósi Frigyes (színművész)
Hollósi Frigyes (Weininger Frigyes, Budapest, 1941. április 21. – Budapest, 2012. december 5.) Jászai Mari-díjas magyar színész, érdemes művész.

## Pályája
Weininger Frigyes magánhivatalnok és Sebestyén Borbála fiaként született. Azok közé tartozott, akiket első próbálkozásra felvettek a Színház- és Filmművészeti Főiskolára, ahonnan az első rostavizsga, egy félév után kirostálták. Ádám Ottó tanácsára – más úton – megpróbálkozott a színészmesterség fortélyainak elsajátításával. 1962-ben a Berényi Gábor által vezetett szolnoki Szigligeti Színháznál kapott tanulási-bizonyítási lehetőséget. A Színházi adattár információja szerint a Tisza-parti városban először a Pénzt, vagy életet! című zenés játékban láthatta a nagyérdemű, Giuffreddi, városházi titkár szerepét játszotta. Partnerei voltak – többek között – Petényi Ilona és Péter Gizi mellett a „vidékre száműzött” Mensáros László is. Két tucat epizódszerep után Ragyást alakíthatta az Optimista tragédiában, ami után apró léptekkel elindulhatott felfelé.
Tizennyolc évad, nyolcvannyolc bemutató tapasztalatainak birtokában elköszönt a Szigligeti Színháztól. Udvaros Dorottya társaságában, Székely Gábor invitálására az ország első színházához szerződött. Két szerepátvétel után a Ljubimov által rendezett Három garasos operában Jimmy szerepét osztották rá. Ezt a Mirandolina epizódszerepe követte, amivel el is köszönt a Nemzeti Színháztól, mivel bekerült a Katona József Színházat alapítók csapatába. A „Katona" meghódításra váró közönségének A Három testőr, avagy az élők mindig gyanúsak című darabjában mutatkozott be. Később a teátrummal a fél világot bejárta. Az Übü király és a Három nővér című produkciókkal az európai nagyvárosok mellett Mexikóváros, Montevideo, Buenos Aires, Caracas és Jeruzsálem nézői előtt is bemutatkozhatott.
Szolnoki évei alatt a helyi, regionális rádiónál bemondóként is dolgozott.
1992-ben a Holberg: Ravaszy és Szerencsés darabjában Csörgő szerepében mutatkozott be az 1982-ben alapított Kőszegi Várszínházban, majd minden évben visszatért oda. 1993-ban a Művész Színházhoz szerződött, majd 1994-től 2001-ig ismét a budapesti Katona József Színháznál játszott. 2002-től haláláig az új Nemzeti Színház tagja volt.
Az országos ismertséget az 1982-ben bemutatott Cha-Cha-Cha című film hozta meg számára. Sűrűn foglalkoztatta a televízió is. A Kisváros című tévéfilm-sorozatban alakított szerepével a legnépszerűbb magyar színészek sorába emelkedett, a sorozatban nyújtott alakításáért 2009-ben Tiszteletbeli rendőrré avatták.
A láthatatlan világban, a rádióban, szinkronban és a hangoskönyvek birodalmában is sok feladatot kapott.
2011-ben vastagbéldaganatot diagnosztizáltak nála az orvosok, komoly műtéten esett át, a színpadra azonban még visszatért. 2012. december 5-én hunyt el.
2022-ben a Kőszegi Várszínház az emlékére megalapította a Hollósi Frigyes-díjat.

## Fontosabb szerepei
- André Michel: Lulu (Migrain)
- Hašek: Švejk (Címszerep)
- Szirmai Albert–Bakonyi Károly: Mágnás Miska (Mixi gróf)
- Vörösmarty Mihály: Csongor és Tünde (Duzzog, ördögfi)
- Szigligeti Ede: Liliomfi (Kányai, fogadós)
- Lehár Ferenc: Víg özvegy (Nyegus)
- Zágon–Nóti–Eisemann: Hyppolit, a lakáj (Tóbiás)
- Goldoni:
  - Bugrisok (Maurizio)
  - Mirandolina (Albafiorita)
  - Kávéház (Kávés)
  - Szmirnai komédiások (Ali)
  - Terecske (Fabrizio)
  - Chioggiai csetepaté (Küldönc)
- Shakespeare:
  - Rómeó és Júlia (Ábrahám)
  - III. Richárd (Írnok, I. polgár)
  - A makrancos hölgy (Tranio)
  - Macbeth (Várkapus)
  - Vízkereszt, vagy amit akartok (Valentine)
  - Ahogy tetszik (Denis, I. hírnök, polgár, Próbakő)
  - Coriolanus
  - A vihar (Stephano, iszákos pincér)
  - Szentivánéji álom (Vinkli, asztalos)
  - Hamlet (I. sírásó)
- Molière:
  - Gömböc úr (Címszerep)
  - Úrhatnám polgár (Tánctanár, vívómester, Jourdain úr)
  - Tudós nők (Közjegyző)
  - A mizantróp (Basque)
  - A fösvény (La Fléche, Anzelm)
  - Képzelt beteg (Argan)
  - Dandin György vagy a megcsalt férj (Lükeházy)
  - Scapin furfangjai (Argante)
- Csehov:
  - Cseresznyéskert (Jepihodov, Szimeonov-Piscsik)
  - Három nővér (Rode alhadnagy, Forapont)
  - Platonov (Vaszilij)
- Schwajda György:
  - Egércirkusz (Bagarol)
  - A szent család (Öcsi)
  - A rátóti legényanya (Apa)
- Spiró György:
  - Az imposztor (Ügyelő)
  - Szilveszter (Abel After)
- Bulgakov:
  - Álszentek összeesküvése (Jean-Jacques Bouton)
  - Bíbor sziget (Gennagyij Panfilovics)
  - Menekülés (Griscsenko)
  - A Mester és Margarita (Arcsibald Arcsibaldovics, Fokics)
- Heinrich Böll: Katharina Blum elvesztett tisztessége (Konrad Beiters)
- Brecht:
  - Koldusopera (Tigris Brown, Peachum, Leprás Mátyás)
  - Happy end (Flinta Johnny)
  - Turandot (Mo Szi)
- Alfred Jarry: Übü király (Pillér töstér, előszó)
- Ivan Kusan: Galócza (Joszip Zeljics)
- Wedekind: Lulu (Puntschuh)
- Machiavelli: Mandragóra (Timoteusz)
- Ödön von Horváth: Hit, remény, szeretet (Főfelügyelő)
- Zsolt Béla: Oktogon (Bruck)
- Venyegyikt Vasziljevics Jerofejev: A Walpurgis-éj, avagy a kővendég léptei (Vitya)
- Gábor Andor: Mit ültök a kávéházban (Férj)
- Alex Koenigsmark: Agyő, kedvesem! (Házmester)
- Beaumarchais: A sevillai borbély (Bartolo)
- Molnár Ferenc: A hattyú (Jácint atya)
- Hamvai Kornél: Hóhérok hava (Sanson, párizsi hivatalnok, kiadó, hóhér)
- Fallada: Mi lesz veled, emberke? (Színész)
- Örkény István: 
  - Kulcskeresők (Benedek)
  - Tóték (A postás)
- Caragiale: Az elveszett levél (Részeges polgár)
- Szorokin: A jég (Borenboim)
- John Osborne: Hazafit nekünk! (Hötzendorf tábornok; Borbély)
- Kristóf Ágota: Egy elsurranó patkány (Bredumo; Keb)[11]

## Filmjei

### Játékfilmek
- Vámmentes házasság (1980)
- Cha-Cha-Cha (1981)
- A transzport (1981)
- Dögkeselyű (1982)
- Könnyű testi sértés (1983)
- Szerencsés Dániel (1983)
- Délibábok országa (1983)
- Házasság szabadnappal (1983)
- Szegény Dzsoni és Árnika (1983)
- Hatásvadászok (1983)
- Kutya éji dala (1983)
- Egy kicsit én... egy kicsit te (1984)
- Eszterlánc (1984)
- Megfelelő ember kényes feladatra (1984)
- Szirmok, virágok, koszorúk (1984)
- Eszmélés (1984)
- Képvadászok (1985)
- A tanítványok (1985)
- Falfúró (1985)
- Egészséges erotika (1985)
- A nagy generáció (1985)
- Doktor Minorka Vidor nagy napja (1986)
- Csók, Anyu (1986)
- Tüske a köröm alatt (1987)
- Isten veletek, barátaim (1987)
- Hótreál (1987)
- Moziklip (1987)
- A másik ember (1987)
- Zuhanás közben (1987)
- Küldetés Evianba (1988)
- Ismeretlen ismerős (1988)
- Potyautasok (1988)
- Hagyjátok Robinsont! (1989) szinkronhang
- Hamis a baba (1991)
- A távollét hercege (1991)
- Isten hátrafelé megy (1991)
- Ördög vigye (1992)
- Roncsfilm (1992)
- Kék Duna keringő (1992)
- Csapd le csacsi! (1992)
- Sose halunk meg (1993)
- A magzat (1993)
- Bukfenc (1993)
- A pártütők (1994)
- Szamba (1996)
- Csajok (1996)
- Neonrománc (1996)
- A hal (1997)
- Pannon töredék (1998)
- A napfény íze (1999)
- Portugál (2000)
- Feri és az édes élet (2001)
- Előre! (2002)
- Sobri (2002)
- A temetetlen halott (2004)
- Sztornó (2006)
- Budakeszi srácok (2006)
- Buhera mátrix (2007)
- Tabló – Minden, ami egy nyomozás mögött van! (2008)
- Mentsük meg az Állatkertet! (2009)

### Tévéfilmek
- Krétakör (1978)
- Linda (1983)
- Örökkön-örökké (1984)
- Rutinmunka (Oltványi Gusztáv) (1984)
- Bevégezetlen ragozás (1985)
- Zsarumeló (1987)
- Gyilkosság két tételben (1988)
- A Freytág testvérek (1989)
- Alapképlet (1989)
- Walaki (1990)
- Nem érsz a halálodig (1990)
- Öld meg a másik kettőt (1990)
- Angyalbőrben (Belényesi - taxisofőr) (1990)
- Én és a kisöcsém
- Julianus barát 1-3. (1991)
- Família Kft. (Szivaros Frici) (1991–1994)
- Maigret (1992-tévésorozat)
- Kutyakomédiák (1992)
- Privát kopó (Jenő, a zongorista) (1992)
- Kisváros (Járai Béla rendőr őrnagy/alezredes) (1993–2001)
- Glóbusz (1993-tévésorozat)
- Feltámadás Makucskán (1994)
- A körtvélyesi csíny (1995)
- Tea (2003)
- Csaó, bambínó (2005)
- Ebéd (2006)
- Tűzvonalban (Kálmán bá' (Kőrösi Kálmán) – exrendőr/rendőrségi gondnok-titkosszolgálat ezredese/körzeti megbízott) (2007–2010)
- Bányató (2007)
- Tanár úr kérem (2011)
- Berosált a rezesbanda (Miska bácsi) (2012)
- Hőskeresők (Sütő bácsi) (2012)

### Szinkronszerepei
- Dumbo - Skinny, a cirkuszigazgató (Malcolm Hutton)
- Horgonyt fel! - további magyar hang
- Emil és a detektívek - további magyar hang
- A kőbe szúrt kard - Sir Ector (Sebastian Cabot)
- Winnetou 2. - Tah-Sha-Tunga (Rikard Brzeska)
- A Jó, a Rossz és a Csúf - Wallace tizedes (Mario Brega)
- Riporterek gyöngye - Mr. Ross (David Lodge)
- Szakadt függöny - Hermann Gromek (Wolfgang Kieling)
- Asterix és Kleopátra - Centurio (hangja)
- Tetőnk a csillagos ég - további magyar hang
- Heves jeges - államtitkár (Claude Piéplu)
- Kelly hősei - Gutkowski (Richard Davalos)
- Joe: az elfoglalt test - Ducros felügyelő (Bernard Blier)
- A bajkeverő - Teherautó sofőr (Jean Franval)
- A nagy balhé - további magyar hang
- Airport ’75 - Moss ezredes (Guy Stockwell)
- Afrika Expressz - Gasparetto atya (Giuseppe Maffioli)
- Asterix tizenkét próbája - Centurio (hangja)
- Gyilkos a tetőn - további magyar hang
- Airport ’77 - Hunter (Tom Rosqui)
- Eguus - Mr. Pearce (Ken James)
- Taxisofőrnő - Isidoro (Gianfranco D`Angelo)
- Az utolsó mohikán - Csingacsguk (Ned Romero)
- Acél-cowboy - Arni (Lou Frizzell)
- Örökkön örökség - Monty Capuletti (Rodney Dangerfield)
- Álomküzdők - Charlie Prince (George Wendt)
- A Bounty - Tynah király (Wi Kuki Kaa)
- Hóvirágünnep - Liman (Borík Procházka)
- Legénybúcsú - Milt (John Bloom)
- Végzetes látomás - további magyar hang
- Volt egyszer egy Amerika - Dagi Moe (Larry Rapp)
- Bagratyion - további magyar hang
- Natty Gann utazása - Charlie Linfield (Bruce M. Fischer)
- Vámpírok Havannában - Terror Johnny (hangja)
- Aladdin - Tony `Megvesz`, az ócskás (Lou Marsh)
- Kalózok - Jesus (Wladyslaw Komar)
- Benji - vadász (Red Steagall)
- Cápa 4. - William (Charles Bowleg)
- Az 54. hadtest - Kendric ellátótiszt (Richard Riehle)
- 80 nap alatt a Föld körül - Lacey kapitány /William Batcular cirkuszigazgató (Bruce Troy Davis/Ian McNeice)
- A bosszú börtönében - Felhő (Frank McRae)
- Egy titkos ügynök magánélete - Sir William Stephenson (Ed Devereaux)
- Harlemi éjszakák - Fogatlan szerencsejátékos (Ji-Tu Cumbuka)
- Három szökevény - további magyar hang
- Karácsonyi vakáció - Mr. Frank Shirley (Brian Doyle-Murray)
- Országúti diszkó - Tinker (John William Young)
- A szép és az okos - Wingo főhadnagy (John Karlen)
- Született július 4-én - Pap (Vietnám) (R.D. Call)
- Tango és Cash - további magyar hang
- Bizánci tűz - Pici (John Hancock)
- Dick Tracy - Sam Catchem (Seymour Cassel)
- Farkasokkal táncoló - Timmons (Robert Pastorelli)
- A Keresztapa III. - Frederick Keinszig (Helmut Berger)
- Palimadár - további magyar hang
- Robotzsaru 2. - további magyar hang
- Titok Monte Carlóban - Rajah (Oliver Reed)
- Űrkalózok - Sykes főtörzsőrmester (Leon Rippy)
- Eszelős szívatás - L`il Debbull (John Daveikis)
- Hudson Hawk - további magyar hang
- JFK – A nyitott dosszié - Dean Andrews (John Candy)
- Fantasztikus labirintus - (Vlastimil Brodsky)
- Lucky Luke - Jolly Jumper (hangja) (Roger Miller)
- Oscar - Connie (Chazz Palminteri)
- Törvényre törve - Könyves Bennie (Jerry Clauri)
- Bumeráng - Mr. Jackson (John Witherspoon)
- A cég - Joey Morolto (Joe Viterelli)
- Tisztességtelen ajánlat - árverésvezető (Billy Connolly)
- Angyalok a pályán - George Knox (Danny Glover)
- Csupasz pisztoly 3. - elítélt a kantinban (Alex Zimmerman)
- Bad Boys - Ferguson (Vic Manni)
- Mintamókus - Palmer ügynök (Jon Polito)
- Jerry Maguire – A nagy hátraarc - Matt Cushman (Beau Bridges)
- Minden gyanú felett - Frank Anselmo (Danny Aiello)
- Szemet szemért - Denillo nyomozó (Joe Mantegna)
- A púpos - Cocardasse (Jean-François Stévenin)
- Egy bogár élete - Tüske (hangja) (Alex Rocco)
- A hazafi - Floyd Chisolm (Gailard Sartain)
- Mulan - Yao (hangja) (Harvey Fierstein)
- A Ravasz, az Agy és két füstölgő puskacső - Baptista Barry (Lenny McLEan)
- Ilyen a boksz - Artie (Richard Masur)
- South Park – Nagyobb, hosszabb és vágatlan - Sátán (Trey Parker)
- Gladiátor - Cassius (David Hemmings)
- Mona Lisa mosolya - Bernie Goldstein (Elliott Gould)
- Pokémon: Mewtwo visszatér - Mewtwo (hangja) (Dan Green)
- Vatel - Colbert (Hywel Bennett)
- Bűntény a Paradicsomban - Jojo Braconnier (Jacques Villeret)
- Dr. Dolittle 2. - Állatkerti medve (hangja) (Cedric the Entertainer)
- Ozmózis Jones - A belügyi nyomozó - további magyar hang
- Tutira kamuzunk tovább - Maurice Boutboul (Enrico Macias)
- Álmomban már láttalak - Lionel Bloch (Bob Hoskins)
- Holly Woody történet - Al (Mark Rydell)
- Földtenger kalandorai - Dunain (Dave `Squatch` Ward)
- Az ifjú Churchill kalandjai - VI. György - Harry Enfield
- Szüzet szüntess - Mr. Peterson (Richard Fancy)
- A temetetlen halott - kihallgatótiszt (Jan Frycz)
- A halott menyasszony - Finis Everglot (hangja) (Albert Finney)
- PiROSSZka - grizzly (hangja) (Xzibit)
- A rejtelmek szigete - Sun (Dom Hetrakul)
- Zodiákus - Melvin Belli (Brian Cox)
- Ausztrália - Kipling Flynn (Jack Thompson)
- Coraline és a titkos ajtó - Mr. Bobinsky (hangja) (Ian McShane)
- Apacserőd - Festus Mulcahy őrmester (Victor McLaglen)
- Rio Grande - Timothy Quincannon törzsőrmester (Victor McLaglen)
- Briliáns csapda - Conrad Greene (Maury Chaykin)
- Majd, ha fagy! - Bailey Pruitt (Maury Chaykin)
- Kelekótya karácsony - Walt Scheel (M. Emmet Walsh)
- Pata-csata - Woodzie (M. Emmet Walsh)
- A félelem országútján - Warren `Red` Barr (J. T. Walsh)
- Nincs alku - Terence Niebaum felügyelő (J. T. Walsh)
- Szemet szemért - Kókusz Sid (Frankie Faison)
- A bárányok hallgatnak - Barney (Frankie Faison)
- Asterix és Obelix - Kaktusz Bonusz (Jean-Pierre Castaldi)
- Asterix az olimpián - Kaktusz Bonusz (Jean-Pierre Castaldi)
- Egy új remény - Darth Vader (James Earl Jones)
- A Birodalom visszavág - Darth Vader (James Earl Jones)
- A Jedi visszatér - Darth Vader (James Earl Jones)
- Stan és Pan, a jampecok - Oliver Hardy
- Stan és Pan, a táncmesterek - Oliver Hardy
- Stan és Pan, a torreádorok - Oliver Hardy
- Frédi és Béni, avagy a két kőkorszaki szaki - Kovakövi Frédi (John Goodman)
- A vágy villamosa - Harold `Mitch` Mitchell (John Goodman)
- Evan, a minden6ó - Long kongresszusi képviselő (John Goodman)
- A vizesnyolcas - Fran segédedző (Blake Clark)
- Sátánka – Pokoli poronty - Jimmy, a démon (Blake Clark)
- A kismenő - Buddy Ward, a hátvéd apja (Blake Clark)
- Harry Potter és a bölcsek köve - Rubeus Hagrid (Robbie Coltrane)
- Harry Potter és a Titkok Kamrája - Rubeus Hagrid (Robbie Coltrane)
- Harry Potter és az azkabani fogoly - Rubeus Hagrid (Robbie Coltrane)
- Harry Potter és a Tűz Serlege - Rubeus Hagrid (Robbie Coltrane)
- Harry Potter és a Főnix Rendje - Rubeus Hagrid (Robbie Coltrane)
- Harry Potter és a Félvér Herceg - Rubeus Hagrid (Robbie Coltrane)
- Harry Potter és a Halál ereklyéi 1. - Rubeus Hagrid (Robbie Coltrane)
- Harry Potter és a Halál ereklyéi 2. - Rubeus Hagrid (Robbie Coltrane)
- A pokolból - Sergeant Peter Godley (Robbie Coltrane)
- Van Helsing - Mr. Hyde (Robbie Coltrane)
- Cincin lovag - Gregory (Robbie Coltrane)
- Csengetett, Mylord? - Alfred Stokes (Paul Shane)

## Magánélete
„Budai proligyerekként" a Budai várhoz, a Rózsadombhoz és a Krisztinavároshoz kötődött. Az iskolai ünnepeken szívesen szavalt, magyartanárnője korán felismerte tehetségét, ezt az édesanyjával is közölte, aki büszkén dicsekedett vele úton-útfélen, míg az fia fülébe is el nem jutott. Édesanyját tizenöt évesen elvesztette, ezt követően nagynénjével alakult ki meghitt kapcsolata. A „muttert" hacsak lehet meglátogatta, gondját viselte. Lánya, Hollósi Kati segédrendező, rendezőasszisztens.

## Emlékezete
A Kőszegi Várszínház, ahova 1992-től gyakran visszatért, emlékestet rendezett tiszteletére. A színház büféjében kapható a nevét viselő hosszúkávé, mely ízlésének megfelelően, hideg tejjel és két cukorral készül. 2013-ban, 72. születésnapján a Nemzeti Színház büféje – mely egyik kedvenc helye volt – nevét Hollósi Frigyes Művészklubra változtatta. Emléktábláját a korábbi igazgató, Alföldi Róbert avatta fel ugyanitt.

## Díjai, elismerései
- Filmkritikusok díja (1983)
- Filmszemle-legjobb férfialakítás díja (1986)
- Jászai Mari-díj (1992)
- A Magyar Köztársasági Érdemrend kiskeresztje (1996)
- Érdemes művész (1999)
- Filmszemle-legjobb férfialakítás díja (2000)